# Larry Steers
Larry Steers, nato Lawrence Wells Steers (Indiana, 4 febbraio 1888 – Woodland Hills, 15 febbraio 1951), è stato un attore statunitense che nella sua carriera, iniziata nel 1917, apparve il oltre cinquecento film.

## Filmografia
- Happiness of Three Women, regia di William Desmond Taylor (1917)
- The Widow's Might, regia di William C. de Mille (1918)
- Amore d'artista (Amarilly of Clothes-Line Alley), regia di Marshall Neilan (1918)
- Up the Road with Sallie, regia di William Desmond Taylor (1918)
- Old Wives for New, regia di Cecil B. DeMille (1918)
- The City of Dim Faces, regia di George Melford (1918)
- Un paio di calze ricamate (A Pair of Silk Stockings), regia di Walter Edwards (1918)
- Mystic Faces, regia di E. Mason Hopper (1918)
- Her Country First, regia di James Young (1918)
- The Secret Garden, regia di G. Butler Clonebaugh (Gustav von Seyffertitz) (1919)
- Little Comrade, regia di Chester Withey (1919)
- The Roaring Road, regia di James Cruze 1919
- Il marchio del passato (Mary Regan), regia di Lois Weber (1919)
- The Hushed Hour, regia di Edmund Mortimer (1919)
- Cowardice Court, regia di William C. Dowlan (1919)
- Heartsease, regia di Harry Beaumont (1919)
- The Right of Way, regia di John Francis Dillon (1920)
- Dollar for Dollar, regia di Frank Keenan (1920)
- The U.P. Trail, regia di Jack Conway (1920)
- Wealth, regia di William D. Taylor (1921)
- The Blot, regia di Lois Weber (1921)
- The Lane That Had No Turning, regia di Victor Fleming (1922)
- Elope If You Must, regia di C.R. Wallace (1922)
- L'età di amare (Beyond the Rocks), regia di Sam Wood (1922)
- Bell Boy 13, regia di William A. Seiter (1923)
- Soul of the Beast, regia di John Griffith Wray (1923)
- The Huntress, regia di John Francis Dillon e Lynn Reynolds (1923)
- Flattery, regia di Tom Forman (1925)
- Paint and Powder, regia di Hunt Stromberg (1925)
- New Brooms, regia di William C. de Mille (1925)
- Il ventaglio di Lady Windermere (Lady Windermere's Fan), regia di Ernst Lubitsch (1925)
- Hearts and Spangles, regia di Frank O'Connor  (1926)
- The Lodge in the Wilderness, regia di Henry McCarty (1926)
- The Claw, regia di Sidney Olcott (1927)
- The Terrible People, regia di Spencer Gordon Bennet (1928)
- Redskin, regia di Victor Schertzinger (1929)
- The Wheel of Life, regia di Victor Schertzinger (1929)
- The Phantom in the House, regia di Phil Rosen (1929)
- Lord Byron of Broadway, regia di Harry Beaumont, William Nigh (1930)
- The Secret Call, regia di Stuart Walker (1931)
- The Road to Reno, regia di Richard Wallace
- Grief Street, regia di Richard Thorpe (1931)
- Il fallo di Madelon Claudet (The Sin of Madelon Claudet), regia di Edgar Selwyn (1931)
- Risveglio (West of Broadway), regia di Harry Beaumont (1931)
- Cock of the Air, regia di Tom Buckingham (1932)
- The Greeks Had a Word for Them, regia di Lowell Sherman (1932)
- Blondie of the Follies, regia di Edmund Goulding (1932)
- Venere bionda (Blonde Venus), regia di Josef von Sternberg (1932)
- Rasputin e l'imperatrice (Rasputin and the Empress), regia di Richard Boleslavsky e Charles Brabin (non accreditati) (1932)
- Palooka, regia di Benjamin Stoloff (1934)
- Transatlantic Merry-Go-Round, regia di Benjamin Stoloff (1934)
- L'ultima prova (His Brother's Wife), regia di W. S. Van Dyke (1936)
- L'amore è novità (Love Is News), regia di Tay Garnett (1937)
- The Night of Nights, regia di Lewis Milestone (1939)
- Quando le signore si incontrano (When Ladies Meet), regia di Robert Z. Leonard (1941)
- Brooklyn Orchid, regia di Kurt Neumann (1942)
- Hands Across the Border, regia di Joseph Kane (1944)
- Tutti pazzi (It's in the Bag!), regia di Richard Wallace (1945)
- Song of Arizona, regia di Frank McDonald (1946)
- Tre ragazze in blu (Three Little Girls in Blue), regia di H. Bruce Humberstone, John Brahm  (1946)
- Due sorelle a New York (So This Is New York), regia di Richard Fleischer (1948)
- Amanti crudeli (Slightly French), regia di Douglas Sirk (1949)
- Segretaria tutto fare (Miss Grant Takes Richmond), regia di Lloyd Bacon (1949)
- Blues Busters, regia di William Beaudine (1950)